# Ла Пјеве (Фиренца)
Ла Пјеве је насеље у Италији у округу Фиренца, региону Тоскана.
Према процени из 2011. у насељу је живело 129 становника. Насеље се налази на надморској висини од 295 м.